# Dirk Crois
Dirk Crois (Bruges, 18 aprile 1961) è un ex canottiere belga.

## Palmarès

### Olimpiadi
- 1 medaglia:
  - 1 argento (Los Angeles 1984 nel due di coppia)